# Red Herring
Pour le procédé de narration, voir Hareng rouge.
Red Herring est une revue américaine publiant sur l’actualité du secteur des nouvelles technologies. Son siège est actuellement situé à Belmont en Californie, au cœur de la Silicon Valley. Red Herring possède aussi des bureaux à Zurich et Pékin.
Ce magazine est une référence pour de nombreux capital-risqueurs à travers le monde qui se servent de cette publication pour dénicher les futures entreprises susceptibles de bouleverser la configuration économique du système actuel. Une entreprise aussi prestigieuse que Google a par exemple été mise en lumière par ce magazine bien avant qu’elle ne devienne l’entreprise internationalement reconnue que l’on connaît aujourd’hui.
La version papier du magazine a été relancée en 2003 par Alex Vieux, CEO de la société.  L’équipe éditoriale comporte en son sein d’anciens journalistes de Bloomberg LP, Business Week, The Financial Times, Fortune et du New York Times[réf. nécessaire].

## Titre
Le terme red herring, hareng rouge en anglais, fait référence au document que les sociétés doivent préparer lorsqu'elle s'introduisent en bourse aux États-Unis (prospectus d'introduction en bourse). Ce document est surnommé Red Herring à cause de la mention obligatoire à l'encre rouge qui apparait sur sa page de couverture. 

## Conférences
Cette société organise également un peu partout à travers le monde de prestigieuses conférences qui réunissent tous les principaux acteurs du secteur des hautes technologies, la plus connue d’entre elles étant ETRE, European Technology Round Table Exhibition. 

## Histoire
En mai 1993, Anthony B. Perkins, Christopher J. Alden et Zachary A. Herlick se lancent dans l’aventure du Red Herring. Très vite la formule fait florès auprès de la communauté des entrepreneurs de la Silicon Valley mais aussi dans le microcosme qui vit de cette activité comme les Venture Capitalists et avocats d’affaires, nombreux dans les environs de San Francisco. Son succès sera à son apogée la fin des années 90 au sommet de la bulle spéculative pour les entreprises de nouvelles technologies.
Red Herring connait quelques difficultés à la suite de l'éclatement de la bulle technologique en 2001, qui provoque une réduction des recettes publicitaires. Pris dans l’enthousiasme et l’effervescence d’une époque où le mot High Tech attirait avec une facilité déconcertante des investissements colossaux, Red Herring devra changer son modèle économique pour s’adapter à la nouvelle configuration. Le magazine papier s’arrête en 2003 après l’éclatement de la bulle et le krach boursier qui a suivi mais la société perdure avec son site internet.
Peu de temps après, Alex Vieux, CEO de DASAR, et Joel Dreyfuss, actuel chef éditorial, décident de reprendre le flambeau et de relancer la version papier. Le magazine est à nouveau disponible dans sa version papier dès novembre 2004. Aujourd’hui, Red Herring est en passe de réussir son pari, à savoir s’établir comme une revue mondiale qui fédère toute l’industrie High Tech et non plus uniquement le marché américain. En effet, les lecteurs européens et asiatiques se montrent de plus en plus séduits par une nouvelle formule plus sobre mais où la qualité éditoriale est au rendez-vous. Le prestigieux classement qu’il fait des entreprises de haute technologie du monde entier, Red Herring 100, rencontre un franc succès qui lui assure une assise internationale importante.